# Achaearanea extrilida
Achaearanea extrilida är en spindelart som först beskrevs av Eugen von Keyserling 1890.  Achaearanea extrilida ingår i släktet Achaearanea och familjen klotspindlar. Inga underarter finns listade i Catalogue of Life.